# Пасхальные марши мира в Германии
Пасхальные марши мира в Германии — ежегодно проводимые в Пасху в городах Германии мирные акции, целью которых является выражение протеста против войн и применения оружия. Пасхальные марши проводятся в Германии с начала 1960-х годов по инициативе известного в стране сторонника пацифизма Конрада Темпеля. Тогда поддержку ему оказали многие борцы за мир, в числе которых был и немецкий политолог Андреас Буро, возглавлявший движение с 1964 по 1969 годы. Сегодня в Пасхальных маршах принимают участие несколько тысяч людей, которые выходят на улицы крупнейших городов Германии, призывая своих соотечественников, правительство, а также иностранные государства прекратить все войны и бороться за мир.

## История
Движение пасхальных маршей зародилось в Великобритании, где первые акции состоялась в пасхальные выходные 1959 года по инициативе международной антивоенной организации «Интернационал противников войны» под предводительством британского философа и общественного деятеля Бертрана Рассела. В Германии первые пасхальные марши прошли в апреле 1960 года в Гамбурге, Ганновере, Бремене, Брауншвейге и Мюнхене. Причиной выхода немцев на улицы послужили многочисленные сообщения в немецкой прессе о начале испытаний американских твердотопливных баллистических ракет MGR-1 «Онест Джон» в непосредственной близости от бывшего концлагеря Бельзен.
Организаторами первых мирных акций выступили сторонники пацифизма, супруги Конрад и Хельга Темпель. Основной площадкой для проведения протестов стал военный учебный центр НАТО, расположенный в Берген-Хоне, Нижняя Саксония. В пасхальный понедельник 1960 года в марше мира в Германии приняло участие около 1200 человек.

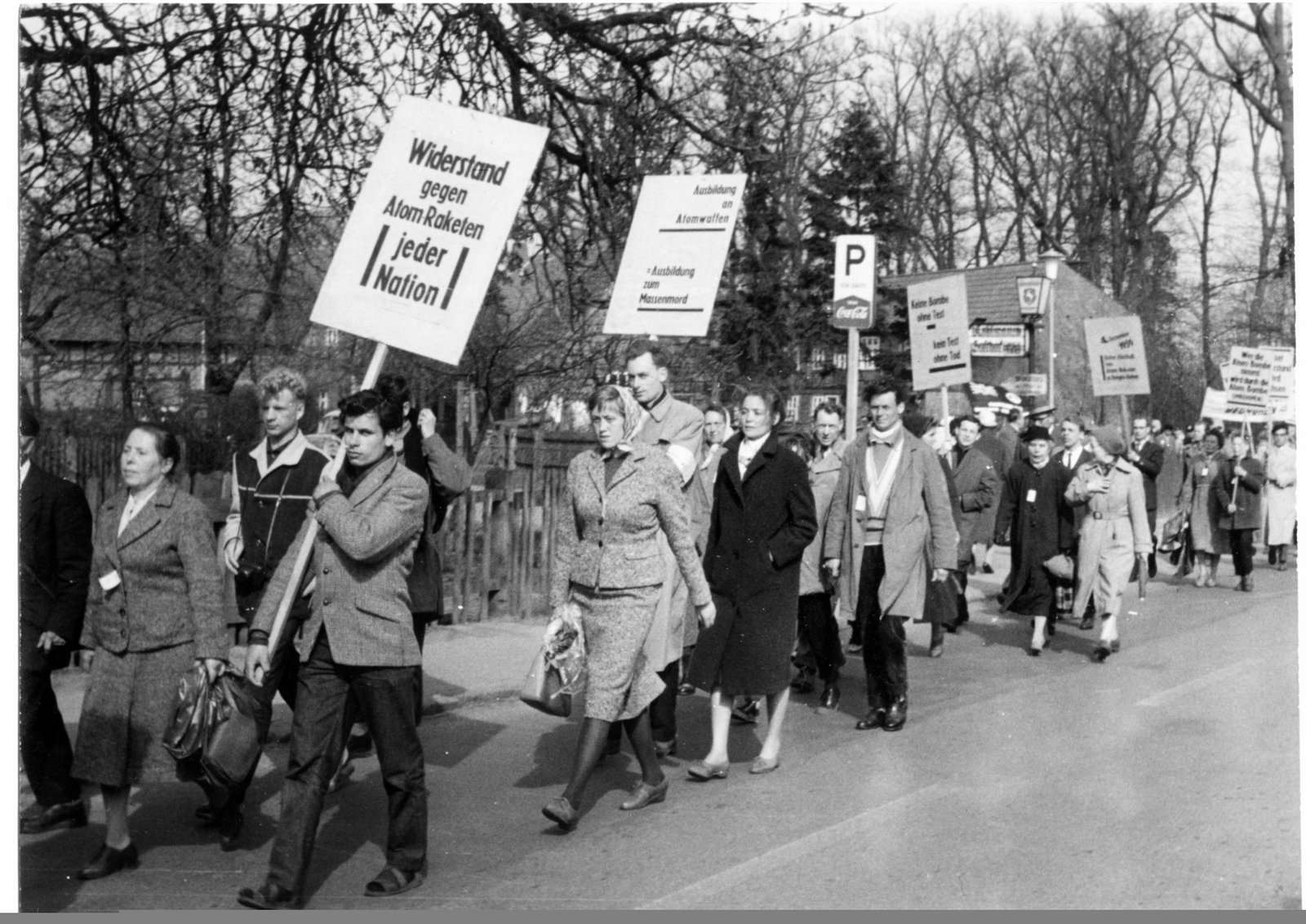
Пасхальный марш мира в Гамбурге, 1960.

В самом первом пасхальном марше мира в Германии помимо пацифистом в нем принимали участия члены рабочего движения и религиозно мотивированные граждане. Благодаря участию маршах мира людей, представляющих различные организации и имеющие разные мотивы, их взаимодействию, участникам мирных акций удалось уже на первых порах выдвигать конкретные требования (например, требование о введении безъядерной зоны, что соответствовало плану Рапацкого).

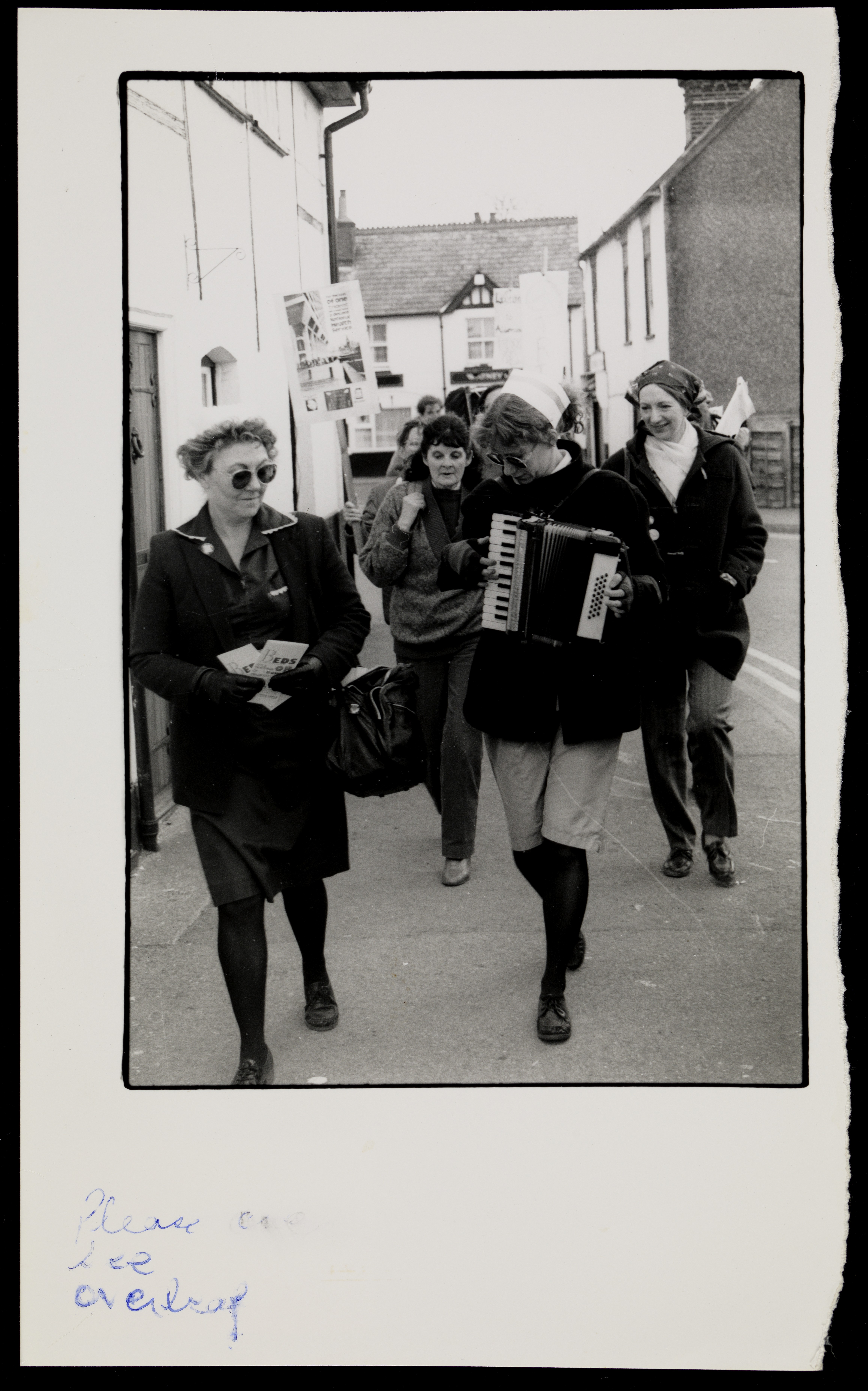
Марш на Олдермастон, 1959.

В 1963 году активисты официально провозгласили движение «кампанией за разоружение». Изначально протесты имели своей целью противостоять распространению атомного оружия в условиях Холодной войны, однако впоследствии пасхальные марши превратились в одно из крупнейших движений в Германии, направленных против любых военных действий и насилия. В разное время пасхальные марши мира в Германии были посвящены таким событиям, как войнам в Ираке, Афганистане, Косово, китайским репрессиям в Тибете и многим другим.
Также в 1963 году из движения пасхальных маршей мира выделилось отдельное Немецкое студенческое движение за мир. Среди студентов большой популярностью пользовалась не только идеология пацифизма, но также и стремление оказать давление на правительство, с целью решить наиболее острые политические и социальные проблемы.
Пик пасхальных маршей пришелся на 80-е годы, когда в них принимали участие сотни тысяч человек. Cейчас число участников насчитывает десятки тысяч ежегодно. Среди наиболее известных участников пасхальных маршей в Германии можно выделить философов Вальтера Йенса и Эрнста Блоха, писателей Джеймса Крюса и Ханса Мангуса Энценсбергера.
Немецкий писатель и поэт Эрих Кёстнер сформулировал основные цели и программу движения пасхальных маршей. Он говорил: «Маршируем ли мы против Востока? Нет. Маршируем ли мы против Запада? Нет. Мы маршируем за мир, который откажется от оружия. И это будет лучше всего для мира». Однако в 80-х годах люди начали сомневаться в справедливости данного суждения. Тогда лозунги, которые скандировали протестующие, имели явный антизападный характер.
Крупнейшая акция протеста в Германии состоялась в 1968 году, когда на улицы вышло порядка трёхсот тысяч человек. Марш был посвящен войне во Вьетнаме и законам о чрезвычайном положении. В том же году мирная компания была переименована из «кампанией за разоружение» в «кампанию за демократию и разоружение». Некоторые историки называют движение пасхальных маршей в качестве «кампании за демократию и разоружение» первым независимым новым социальным движение и первым ярким примером внепарламентской оппозиции в ФРГ. Именно поэтому многие считают, что именно возникновение движения пасхальных маршей мира в Германии явилось толчком к образованию Внепарламентской оппозиции (Außerparlamentarische Opposition), которая образовалась в стране в середине 60-х годов прошлого века и состояла в основном из представителей молодежных организаций и студентов. Под влиянием введения чрезвычайного законодательства (Notstandsgesetzgebung) в Германии (1968), военной интервенции стран Варшавского договора в ЧССР (1968), формирования социально-либерального Федерального правительства (1969) в рядах Внепарламентской оппозиции произошел раскол, и в 1970 году она завершила свою деятельность.
Самыми крупномасштабными акциями протеста в XXI веке стали марши, проведенные в 2011, 2013 и 2016 годах. Ядерная катастрофа на Фукусиме стала основной темой акций протеста 2011 года. Марш мира в 2013 году был посвящен двадцать пятой годовщине аварии на Чернобыльской АЭС. В 2016 году движение привлекло около десяти тысяч человек. Главным требованием протестующих стал отказ Германии от торговли оружием.
Многие считают, что именно возникновение движения пасхальных маршей мира в Германии явилось толчком к образованию Внепарламентской оппозиции (Außerparlamentarische Opposition), которая образовалась в стране в середине 60-х годов прошлого века и состояла в основном из представителей моложежных организаций и студентов.

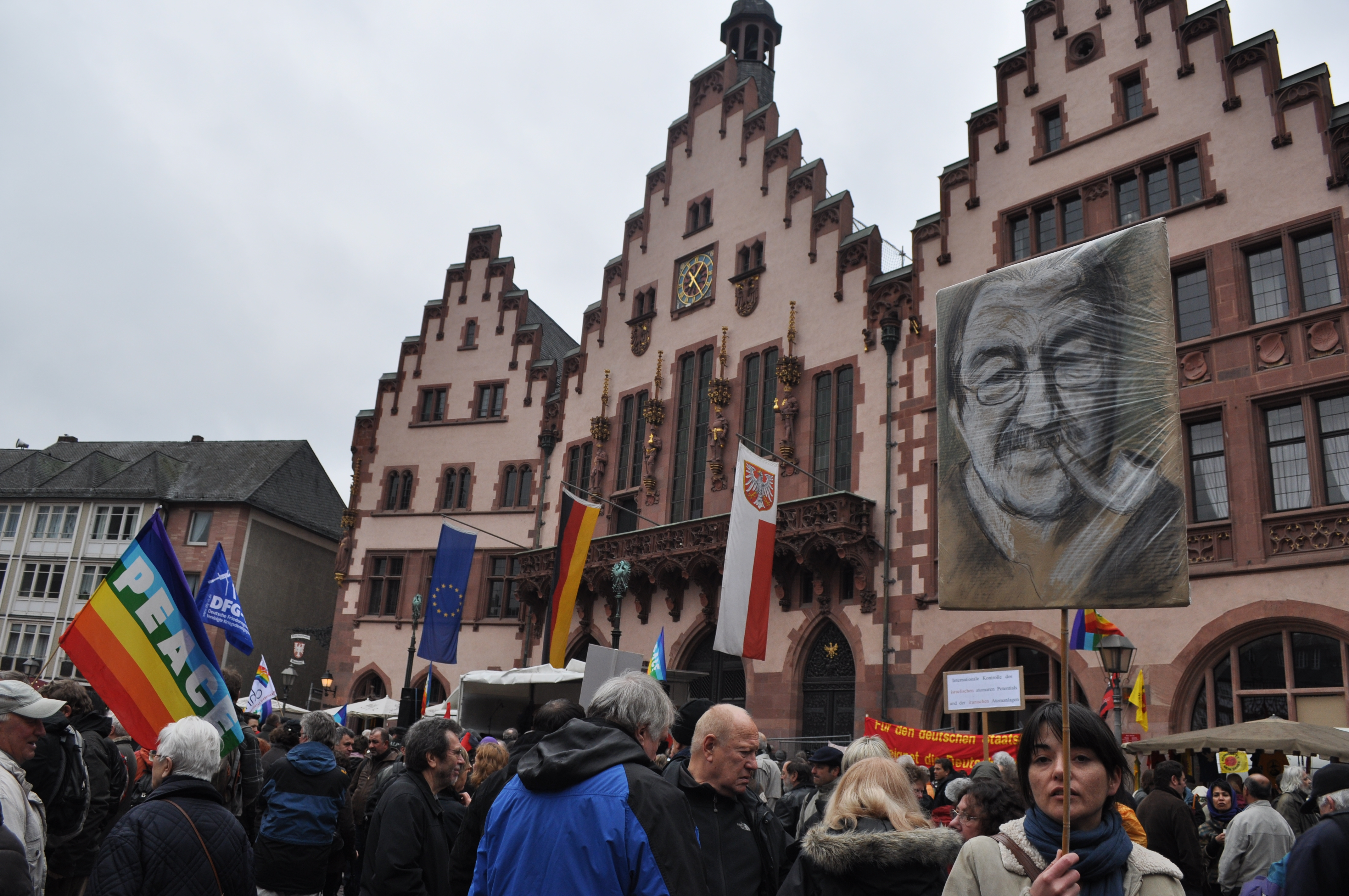
Пасхальный марш мира в Франкфурте-на-Майне, 2012.

Сегодня основным организатором пасхальных маршей в Германии является немецкая некоммерческая организация «Движение за мир» (Netzwerk Friedenskooperative). Официальным представителем движения пасхальных маршей в Бундестаге выступает член Левой партии Германии Вилли ван Ойен. Бюро по проведению пасхальных маршей мира располагается во Франкфурте-на-Майне.

## Известные участники
В пасхальных маршах в Германии принимали участие многие известные личности. Среди них можно отметить следующих:
- философа Вальтера Йенса
- философа и социолога Эрнста Блоха
- писателя и поэта Джеймса Крюса
- писателя Ханса Мангуса Энценсбергера
- писателя Карла Амери
- писателя Вернера Фукса
- актрису Марианну Кох
- общественного деятеля Юргена Грэсслина
- музыканта Клауса Гайгера
- журналиста Эриха Куби
- журналиста и политика Роберта Юнга
- политика СДПГ Арно Бериша
- пастора Мартина Нимёллера
- писателя и поэта Штефана Андреса
- писателя и сценариста Эриха Кестнера
- философа Бертрана Рассела

## Критика
Несмотря на популярность пасхальных маршей в Германии, они нередко подвергаются критике. Например, в 2013 году немецко-швейцарский философ и художник Филипп Рух в своем интервью изданию «Die Tageszeitung» заявил, что демонстрации в любом их проявлении аморальны. Тот, кто предпочитает ходить на митинги, не стремится что-либо изменить. А что касается пасхальных маршей мира, то речь здесь идет не о действительном, а об абстрактном мире.
В 2007 году бывшая сопредседатель партии Союз 90/Зелёные Клаудия Рот критически отозвалась о проведении пасхальных маршей в Германии. По мнению политика, марши мира не способны решить проблемы мировой общественности, поскольку активисты лишь призывают к миру, не предлагая конкретных решений по противостоянию кризисам, войнам или насилию.
Также ходили слухи, что с 1976 по 1989 годы, организаторы пасхальных маршей мира, включая Вилли ван Ойена, получали финансирование из Москвы и Восточного Берлина с целью пропаганды своих ценностей. Сам политик не отрицает, что финансирование имело место, однако заверяет, что о происхождении денег не знал.

## В массовой культуре
Первым фильмом, в котором упоминался первый в мире пасхальный марш 1959 года в Великобритании, стала совместная работа «Марш на Олдермастон» режиссеров Линдсея Андерсона и Карела Рейша. Фильм был снят в рамках движения «Свободное кино». Премьера состоялась 13 января 1961 года в Восточной Германии. Те же события упоминаются в автобиографической книге британской комик-группы Монти Пайтон, а также в романе английской писательницы Ширли Кримсон «Кровное родство».
Пасхальным маршам в Германии особое место уделяется в книге Мартина Кальба « Coming of Age: Constructing and Controlling Youth in Munich, 1942—1973». Помимо этого, марши мира в Германии упоминаются в немецком документальном фильме 1964 года «Die Zeit unter der Lupe».
Также в 1968 году ряд песен, под которые маршировали участники мирных акций, были написаны известными тогда немецкими музыкантами и бардами Гердом Земмером И Фазией Янсон.